# Колошин, Пётр Иванович
Пётр Иванович Колошин (11 [22] октября 1794, Наволоки, Костромская губерния — 16 [28] декабря 1849, Санкт-Петербург) — подполковник русской императорской армии, тайный советник. Действительный член Русского географического общества с 19 сентября (1 октября) 1845 года. Старший брат декабриста Павла Колошина (1799—1854). Занимался также литературной деятельностью: писал и переводил стихи.

## Биография
Происходил из дворянского рода Калошиных (Колошиных). Родился в семье полковника Ивана Колошина в родовом имении Кинешемского уезда Костромской губернии. Мать Мария Николаевна (1759—1826) происходила из княжеского рода Козловских. Сестра Елена была замужем за князем А. И. Долгоруковым.
Получил домашнее воспитание. С 6 марта 1812 года состоял колонновожатым в свите по квартирмейстерской части; с 10 мая 1813 года — прапорщик. В марте 1816 года переведён в Гвардейский генеральный штаб. В августе 1817 года был откомандирован в Москву в училище для колонновожатых, где преподавал фортификацию и историю; с 27 ноября 1817 года — подпоручик. С 1819 года — поручик, с 1820 года — штабс-капитан, с 24 ноября 1821 года — квартирмейстер в чине подполковника. В 1816 году в Москве был издан «Курс фортификации» Леклерка, переведённый с французскаго Колошиным.
Член преддекабристской организации «Священная артель». В 1816 году был принят в члены тайного политического общества «Союз спасения». С января 1818 года — член Коренного совета «Союза благоденствия», затем возглавил московскую управу Союза. Один из авторов устава «Союза благоденствия» — «Зеленой книги».
Служил помощником начальника Московского училища колонновожатых до его закрытия в феврале 1823 года. В мае того же года был переведён помощником директора Петербургского училища колонновожатых. С военной службы был уволен 8 января 1825 года и с 6 апреля в чине коллежского советника начал гражданскую службу чиновником особых поручений в Департаменте внешней торговли.
Колошин был не чужд литературной деятельности. В 1823 году участвовал в московском литературном кружке С. Е. Раича. С 17 декабря 1823 года был сотрудником, а в 1824 году стал действительным членом Вольного общества любителей российской словесности. Был членом Математического общества. 
В декабре 1825 года был арестован по делу 14 декабря, но после допроса у В. В. Левашова в связи с тем, что занимал умеренные позиции, освобождён.
С 5 декабря 1829 года служил в Департаменте уделов. С 1832 года был вице-директором Комиссариатского департамента. В апреле 1833 года произведён в действительные статские советники. С апреля 1841 года состоял при Военном министерстве; с 1849 года — член Совета министра государственных имуществ. С 1849 года — в чине тайного советника. 
П. И. Колошиным был составлен курс «Первоначальной географии»; в 1832 году в Санкт-Петербурге был издан 1-й том (Предварительные понятия и Европа. — XVI, 379 с.), в 1838 году — 2-й том (Азия, Африка, Америка и Австралия. — XIV, 228 с.).
Умер в Петербурге 16 (28) декабря 1849 года, похоронен на Смоленском кладбище.
В браке с Марией Сергеевной Мальцовой (1804—1878), дочерью крупного промышленника С. А. Мальцова, имел сына Ивана, который в 1875 году был поверенным в делах русского правительства в герцогстве Баденском.